# 류미영
류미영(柳美英, 1921년 2월 14일 (1921년 음력 1월 7일) - 2016년 11월 23일)은 대한민국 출신의 조선민주주의인민공화국 정치인이다.

## 생애
대한민국 임시정부에서 독립운동을 했던 류동렬의 딸이다. 1921년 만주 하얼빈에서 태어나 1937년 6월 16세 때 최덕신과 결혼했다. 광복 전까지 독립운동에 참여했다.
대한민국임시정부의 중경시절, 류미영은 김규식 부주석의 부인인 김순애, ‘백범 경호원’ 유병파의 아내 송정헌 등과 더불어 한국혁명여성동맹(韓國革命女性同盟)에 가입하여 창립요원으로 활동했으며 한국독립당 당원으로 활동했다. 한국혁명여성동맹은 중국 중경에서 1940년 6월 17일에 결성했으며 임시정부 요인과 한국광복군 가족들이 중심이었다. 일제가 패망하고 임시정부 요원들이 귀국할 때 함께 귀국했다.
남한에서 외무장관과 서독대사, 천도교 교령을 지낸 남편 최덕신과 함께 1976년 미국으로 망명했다. 1986년 4월 남편과 함께 조선민주주의인민공화국으로 갔으며 그해 9월 북한 영주권을 취득했다.
조선천도교청우당 중앙위원회 위원장으로 활동한 남편이 1989년 사망한 이후 1990년 3월 천도교회 중앙지도위원회 고문을 맡는다. 같은 해 4월에는 최고인민회의 제9기 대의원 반열에 올랐으며, 1991년 1월 북한 당국으로부터 국가훈장 1급을 받았다. 1993년 7월부터 북한 서열 22위인 천도교청우당 중앙위원회 위원장이 된다. 또한 2002년에는 김일성 훈장, 10년 뒤에는 김정일 훈장을 받았으며, 북한 내부에서 명실상부 '핵심인사'로 평가받는다. 청우당 중앙위원장 외에도 단군민족통일협의회 위원장, 최고인민회의 대의원, 최고인민회의 상임위원회 위원, 조국통일민주주의전선 공동의장 등의 여러 직위를 맡았으며, 1995년 조국통일상도 수상했다.
2000년 8월 15일부터 3일간 북한 이산가족 방문단 북측 단장을 맡아 서울을 방문하였다. 당시 류미영은 헤어진 자녀들과 23년 만에 서울에서 비공개 상봉했다. 둘째 아들 최인국, 큰딸 근애, 막내딸 순애를 만났지만 큰아들 건국과 둘째딸 경애는 외국 체류 중이어서 만나지 못했다.

2016년 11월 23일 95세 나이로 사망하고 북한의 국립묘지 격인 애국열사릉에 안장됐다. 북한 당국은 관영 매체를 통해 "류미영 선생은 민족의 융성 번영과 조국의 자주적 통일을 위해 헌신해온 애국적인 정치활동가"라면서 "남한과 해외를 방황하다가 남편 최덕신 선생과 함께 공화국에 영주해 보람있는 삶을 누렸다"고 부고 기사를 내보내기도 했다.
슬하에 2남 3녀가 있다. 장남은 최건국이다. 독일 체류 중 한국 민주화를 위해 노력하다 송두율과 함께 반체제인사로 분류돼 끝내 고국땅을 밟지 못하고 2016년 2월 사망했다. 딸 셋은 해외에 거주 중인 것으로 알려졌다. 차남 최인국은 2019년 7월 6일 북한으로 갔다.

## 가족 관계
- 배우자 최덕신 (1914년 ~ 1989년)
- 장남 최건국(1942년 ~ 2016년) 독일에서 사망
- 차남 최인국(1946년 ~ 2019년)
- 큰딸 근애
- 둘째딸 경애
- 막내딸 순애

## 같이 보기
- 류동렬
- 최덕신
- 최건국
- 최인국

## 경력
| 전임 정신혁 | 제4대 천도교청우당 당대표 ?년~2019년 | 후임 리명철 |